# Conny Rydholm
Axel Conny Rydholm, född 16 februari 1924 i Älvkarleby i Uppsala län, död 31 maj 1978 i Nacka, var en svensk skådespelare och stuntman.
Rydholm är gravsatt i minneslunden på Boo kyrkogård.

## Filmografi
- 1951 – Spöke på semester
- 1953 – Göingehövdingen